# 主教座堂 (游戏)
《主教座堂》是1991年德语文字冒险游戏，由韦尔滕施米德开发，软件2000发行，对应Amiga和DOS平台。玩家扮演误锁于虚构主教座堂的观光者，在三个不同的时代穿越，解开建筑师埋藏于座堂的杀人机关。玩家通过文字及配图获取信息，并通过文字指令进行操作。
遊戲同前作《沙漏》、续作《黑克苏玛》一道，并称时间旅行文字冒险游戏三部作。三款游戏情节不相通，设定、主角、游戏目标亦不相同，可各自独立游玩。《主教座堂》灵感源自德国慕尼黑的聖保祿教堂。
游戏获得多篇测评称赞。评论赞扬游戏的原生德语文本、智能的指令解析器、方便的操作方式，以及丰富的赠品道具。评论总体称赞游戏故事，对游戏声画观点不一，并批评程序错误影响体验。1993年，游戏编剧哈拉尔德改编小说《主教座堂：复仇的秘密》出版。

## 玩法

画面右下方有一组图标，点击可输入常用指令。游戏图片可以互动——光标移至特定区域会出现提示，但操作需输入文字指令完成

《主教座堂》是文字冒险游戏，玩家通过文字指令操控主人公探索主教座堂。和传统无图文字冒险游戏不同，《主教座堂》除文字外还配有120张图片。配图和点击式冒险游戏类似，可以用鼠标点击调查，但操作必须以文字指令下达。玩家键入指令，亦可点击右下方的指令版中，点击相应图标发出常见指令，如上下楼梯、捡起物品等。游戏有150间房间及300余页文本。玩家须在游戏世界的56小时内完成任务，超出时限则游戏结束。
主人公的朋友丹尼有时会就谜题发表意见，或是直接将问题解决。丹尼也会就谜题发问，引导玩家思考。玩家点击对话中的关键词/主题，可详细调查对象，或询问丹尼的意见。

## 故事
游戏发生在虚构的舍瑙镇，小镇正在举行创镇850周年暨圣保罗大教座堂建立666年庆典。主人公周五参观教堂时，偶遇同来参观的老同学丹尼。两人沉迷其中，周末休馆时被锁到座堂内。他们探索座堂时，发现一封15世纪的信，该信作者为座堂建筑师维克托·帕斯的助手——贝尔纳多·达·莫利纳。信中称，阿尔滕堡主教塞巴斯蒂安通过宗教审判杀害了帕斯的亲属，欲向天主教会，特别是主教复仇的帕斯，在教堂设下了杀人陷阱。之后可知，历史人物扬·胡斯被视为異端，绑在火刑柱上烧死，帕斯则是他的兄弟。主人公要在1437年、1881年和1992年间穿梭，解除各时代的五处陷阱。如果在游戏世界56小时中，未能将十五处陷阱尽数解除，帕斯的复仇计划将会发动——主人公会被召唤出的恶魔杀死。

## 开发
《主教座堂》由韦尔滕施米德开发，为该公司时间旅行题材文字冒险游戏三部作之二；其前作为《沙漏》（1990），续作为《黑克苏玛》（1992）。韦尔滕施米德1991年在采访中称，计划将《主教座堂》移植到某雅达利平台，但最后并未发行。《主教座堂》开发后期，续作《黑克苏玛》也同时开展制作。《主教座堂》使用了四张软盘。据《PC Joker》、《Amiga Joker》和《最新软件市场》报导，Amiga与DOS版游戏1991年售价约100德国马克，而《Power Play》和《Play Time》的汇报售价约为120马克。
《主教座堂》是有配图的文字冒险游戏，为发行商软件2000的“艺术冒险”（Artventures）游戏之一。《主教座堂》内含赠品道具“Feelies”，其中包括海报、座堂蓝图、座堂历史手册，以及游戏中15世纪信件的仿制品。玩家解谜需查看这些道具，故其有反盗版之效。此外，玩家亦可邮购游戏攻略。
《主教座堂》剧情取自時代小說，哈拉尔德·埃弗斯亦从宗教法庭，以及扬·胡斯、约翰·威克里夫等基督教历史人物中获得灵感。游戏的概念源自慕尼黑聖保祿教堂之行：同未婚妻埃尔菲参观教堂时，哈拉尔德称他能构想出其中的秘密，埃尔菲则鼓励他编成故事。哈拉德耗时每日10小时，耗时两个月完成故事稿。
1991年的采访中，开发者称《沙漏》能识别2500个名词、300个动词和许多“不重要”词汇，《主教座堂》的情况相似。和前作《沙漏》相比，《主教座堂》加入了关键词点击功能。
1993年，哈拉尔德的改编小说《主教座堂：复仇的秘密》出版。

## 评价
多家德语媒体给予《主教座堂》好评。《Amiga Joker》和《PC Joker》称该作“迄今最佳德语文字冒险游戏”，前者还称其为“充满乐趣，令人兴奋的神秘游戏”。《Play Time》也称赞《主教座堂》设计不同于一般文字冒险游戏。《最新软件市场》的米夏埃尔·安东和克劳斯·特拉福德认为，游戏是冒险游戏行家的“精致冒险飨宴”，高价物有所值。然而《Power Play》的福尔克尔·魏茨和鲍里斯·施奈德-约内的评价较为苛刻，认为Amiga版《主教座堂》“和真正的一流冒险游戏相比，不差太多内容”、“本将大获成功 ”，而程序错误拉低了游戏品质。
多篇评论称赞游戏的原生德语文本，以及智慧的指令解析器。和英译德游戏相比，《主教座堂》的文本和指令输入更符直觉。德语和英文句法不同，英语动词靠近上下文，而德语动词有时在句子末尾，因此英语游戏的文化难度大。《PC Joker》称，”游戏巧妙避开了潜在的德语语法问题，程序几乎理解一切，复杂指令亦不失准确”。《Amiga Joker》还认为游戏输出文字也很易读，是不擅长英语之冒险游戏玩家的“必玩”游戏。
评论称赞游戏玩法，特别是指令图标设计，同时也指出了不足之处。《Amiga Joker》认为玩法和操作“非常顺手”。《Power Play》称游戏将“最常用的指令归纳为一组图标“，鼠标一点就能角色就能执行命令”，然而魏茨认为图标不够美观，尚待改进。《最新软件市场》两名评测人也称赞游戏操作“舒适”，米夏埃尔还建议加入自定指令功能。
评论在肯定游戏情节和谜题之时，也指出程序错误影响体验。《Play Time》称赞游戏的历史题材设定：“虽然故事是虚构的，但细节上程序员费了不少功夫。现实与虚构交织地如此专业，很难指出何为幻想、何为真实。但凡玩过游戏，就能在现实中的舍瑙圣保罗大教堂找到路。”《Power Play》的魏茨期待哈拉德的首部小说，并将之同翁贝尔托·埃可的《玫瑰之名》并论。施奈德-约内称故事“精彩”、谜题“精心”，但指出Amiga欠缺测试，例如：文本提到某物存在，但实际上并不存在；丹尼先前谈论某话题，但不久后又说出“我对此一无所知”之类的台词；以及无法离开房间等真正的错误。他总结称，“故事激起了我的好奇心，若没有这些小问题，我很想在此教堂几天多留几日——我要等仔细除错的MS-DOS版”。
评论对游戏音画的观点不一。《Amiga Joker》称游戏画面胜过前作《沙漏》，背景画面“鲜艳生动”，但和《PC Joker》批评标题界面无配乐。《最新软件市场》的安东认为，《主教座堂》让人想起Infocom和Magnetic Scrolls的经典冒险游戏，“真正的氛围全由玩家想象，音画的作用很小”，期待声画的玩家不适合该游戏。《Power Play》的魏茨则批评图片手绘、数绘混杂，风格印象不一。
游戏赠品获得称赞。《最新软件市场》的特拉福德称创意品内容“分量大”；《PC Joker》认为“游戏很成功，feelies使之更完美”。《Amiga Joker》称赞赠品文档的“沉浸般”的历史感，并称“厚厚的原创说明书首先映入眼帘，仿如个人报告……座堂蓝图十分精美，和[游戏风格]很搭配”。